# Angry Young Men
Angry Young Men (deutsch: „zornige junge Männer“) oder kurz Angries ist ein journalistisches Schlagwort, das auf zahlreiche gesellschaftskritische britische Künstler und Schriftsteller der 1950er und 1960er Jahre angewendet wurde, die soziale Entfremdung und Klassenkonflikte thematisierten. Geprägt wurde der Begriff 1956 ursprünglich von einem Mitarbeiter des Pressebüros des Royal Court Theatre in Zusammenhang mit einer Aufführung von John Osbornes Theaterstück Blick zurück im Zorn. Vermutet wird, dass dieser sich von dem Titel der 1951 erschienenen Biografie des Woodcraft Folk-Gründers Leslie Paul Angry Young Man inspirieren ließ. Die bekanntesten Vertreter neben Osborne sind  Harold Pinter, John Braine, Arnold Wesker und Alan Sillitoe, die der Arbeiterklasse entstammten, während Kingsley Amis und John Wain zur Mittelschicht gehörten.

## Repräsentative Werke für dieAngry Young Men

### Blick zurück im Zorn
John Osbornes Theaterstück Blick zurück im Zorn ist das literarische Werk, das den Begriff der Angry Young Men prägte. Osborne schrieb das Stück um auszudrücken, wie sich das Leben im Großbritannien der 1950er Jahre anfühlte. Kennzeichnend war die Unzufriedenheit mit dem Status quo, eine Verweigerung mit einer bankrotten Gesellschaft zu kooperieren und eine grundlegende Solidarität mit den unteren Bevölkerungsschichten. Das Leben und die Erfahrungswelt der unteren Schichten gehörten zu den Themen, die in der britischen Literatur in den Dekaden vor Osborne und Amis weitgehend ignoriert wurden. Die Bewegung der Angry Young Men änderte dies.
Osborne thematisiert das Leben der unteren Bevölkerungsschichten durch seinen Protagonisten Jimmy, der während des Theaterstücks erlebt, dass die falschen Leute hungern, die falschen Leute geliebt werden und die falschen Leute sterben. In der britischen Nachkriegszeit, dem sogenannten Austerity Britain, war das Leben der unteren Bevölkerungsschichten von vergleichsweise starken Entbehrungen geprägt. Osborne thematisiert dies und wirft der britischen Gesellschaft damit auch eine Vernachlässigung wesentlicher Bevölkerungsschichten vor.

### Glück für Jim
Kingsley Amis’ 1954 erschienener satirischer Debütroman Glück für Jim gilt als eines der Schlüsselwerke der britischen Literatur der 1950er Jahre, das in ähnlicher Weise die Literatur Großbritanniens veränderte, wie John Osbornes zeitgleiches Theaterstück Blick zurück im Zorn die britische Theaterliteratur veränderte. Einflussreich war nicht nur die Art und Weise, wie der Roman geschrieben worden ist, sondern auch das Thema und der Typus des Helden, den Amis wählte. David Lodge sagte über den Roman:

„Glück für Jim ist ein Buch von großer Wortgewandtheit, die sich hinter einer scheinbaren Schwerfälligkeit verbirgt, aber gleichzeitig in der englischen Tradition der Situationskomik verwurzelt ist, die Joyce immer fremdartig geblieben ist. Glück für Jim ist für mich ein magisches Buch – wie für so viele meiner englischen Altersgenossen, die einen ähnlichen Hintergrund wie ich haben: Aufwärtsstrebend, Stipendiengewinner und eine erste Generation von Universitätsabgängern. Es gab uns genau die sprachliche Ausdrucksmöglichkeit, die wir brauchten, um unser Gefühl von sozialer Identität, dieses schwierige Zwischending zwischen Unabhängigkeit und Selbstzweifel, Ironie und Hoffnung auszudrücken.“

Andere Literaturkritiker haben betont, dass Amis mit Jim Dixon eine archetypische Figur geschaffen habe, mit der sich eine ganze Generation identifizieren konnte: respektlos, machtlos und gegen die Kräfte des „Establishments“ rebellierend ist er kein Anti-Held, sondern ein Nicht-Held. Dixon ist ein ganz gewöhnlicher Mann mit gewöhnlichen Wünschen und einer alltäglichen Reaktion auf seine Erlebnisse. Trotz seiner Tätigkeit an der Universität ist er kein Intellektueller, seine Arbeit langweilt ihn und seine Beziehung zu seinem Vorgesetzten ist die eines alltäglichen Stelleninhabers.
Jim Dixon reagiert auf vieles, was mit Kultur assoziiert wird, mit heftiger Ablehnung – so spricht Amis an einer Stelle von „filthy Mozart“ („stinkigem Mozart“) und bezeichnet an anderer Stelle ein Werk moderner Kunst als Kritzeleien eines Kindergarten-Deppen.  Einige Kritiker hat dies dazu verleitet, Jim Dixons Banausentum mit Amis’ Einstellung zu verwechseln. Moseley verweist darauf, dass es nicht nur ein Fehler sei, Dixons Haltung mit der von Amis zu verwechseln. Es sei außerdem falsch, Jim Dixon, der bei einem im Badezimmer dahin geträllertem Lied Mozart als Komponist identifiziert, tatsächlich Kulturlosigkeit zu unterstellen. Jims Reaktionen seien vielmehr die eines gewöhnlichen Mannes, der sich an dem pompösen und wichtigtuerischen Umgang mit Kunst und Kultur störe.

## Autoren, die typischerweise zu denAngry Young Mengerechnet werden
Der Begriff Angry Young Men ist nicht eindeutig definiert, so dass er auf eine Reihe von Autoren angewendet wurde. Üblich ist die Verwendung des Begriffs für folgende Autoren:
- Kingsley Amis
- John Arden
- Stan Barstow
- Edward Bond
- John Braine
- Michael Hastings
- Thomas Hinde
- Stuart Holroyd
- Bill Hopkins
- Bernard Kops
- John Osborne
- Harold Pinter
- Alan Sillitoe
- David Storey
- Kenneth Tynan
- John Wain
- Keith Waterhouse
- Arnold Wesker
- Colin Wilson

Als einzige Frau wurde die Dramatikerin Shelagh Delaney dieser Bewegung zugerechnet. Colin Wilson, dessen The Outsider zur gleichen Zeit wie Look back in Anger erschien, wurde ebenfalls zu den Angry Young Men gezählt, obwohl er die typische gesellschaftskritische Einstellung nicht teilte.

## Weitere Verwendung
Im allgemeinen Sprachgebrauch wurde später und bis heute ein jugendlicher Held in Literatur und Film sowie manche Musiker als Angry Young Men bezeichnet. Das weltweit vielleicht bekannteste Beispiel ist Elvis Presley, der den Ausdruck angry young man mehrfach in seinem Welthit in the Ghetto aus dem Jahre 1969 benutzte. Auch Billy Joel nutze diesen Ausdruck auf seinem Lied „Prelude/Angry Young Man“ aus seinem Album Turnstiles.
Der Bezug zur ursprünglichen Bedeutung ist verwischt. Jedes Frustrationspotential kann einen zu einem Angry Young Man werden lassen.

## Verwandte Begriffe
- Kitchen Sink Realism, kulturelle Bewegung im Großbritannien der 1950er- und 1960er-Jahre, zu denen auch oft die Angry Young Men gezählt werden.
- British New Wave und Free Cinema, Filmströmungen im England der 1950er- und 1960er-Jahre, die teilweise die Werke der Angry Young Men aufnahmen.

## Einzelbelege
1. 1 2  Gilleman, Luc (2008). “From Coward and Rattigan to Osborne: Or the Enduring Importance of Look Back in Anger.” Modern Drama: Vol. 51, No. 1: 104–124.  104
2. ↑  Weiss, Samuel (1960). “Osborne’s Angry Young Play.” Education Theatre Journal: Vol. 12, No. 4: 285–288
3. ↑  Merritt Moseley: Understanding Kingsley Amis. University of South Carolina Press, Columbia 1993, ISBN 0-87249-861-1. S. 19
4. ↑  zitiert nach Merritt Moseley: Understanding Kingsley Amis. University of South Carolina Press, Columbia 1993, ISBN 0-87249-861-1. S. 20. Im Original lautet das Zitat: Lucky Jim (1954), a book of grad verbal dexterity disguising itself as clumsiness, but rooted in an English tradition of comedy of manners quite foreign to Joyce. Lucky Jim was another magic book for me – and for most English readers of my age and background, upwardly mobile, scholarship-winning, first-generation university graduates – for it established precisely the linguistic register we needed to articulate our sense of social identitiy, a precarious balance of independence and self-doubt, irony and hope.
5. ↑  Merritt Moseley: Understanding Kingsley Amis. University of South Carolina Press, Columbia 1993, ISBN 0-87249-861-1. S. 20 und S. 21
6. ↑  Lucky Jim. Penguin Books, London 2010, ISBN 978-0-14-195804-0, S. 63.
7. ↑  Lucky Jim. Penguin Books, London 2010, ISBN 978-0-14-195804-0, S. 180.
8. ↑  Merritt Moseley: Understanding Kingsley Amis. University of South Carolina Press, Columbia 1993, ISBN 0-87249-861-1. S. 21
9. ↑  Merritt Moseley: Understanding Kingsley Amis. University of South Carolina Press, Columbia 1993, ISBN 0-87249-861-1. S. 22.